# Livno
Livno (en cyrillique : Ливно) est une ville et une municipalité de Bosnie-Herzégovine située dans le canton 10 et dans la fédération de Bosnie-et-Herzégovine. Selon les premiers résultats du recensement bosnien de 2013, la ville intra muros compte 9 045 habitants et la municipalité 37 487.
Livno, située dans l'ouest de Bosnie-Herzégovine, est le centre administratif du canton 10, une subdivision de la fédération de Bosnie-et-Herzégovine. Elle est également la capitale économique et culturelle de ce canton.

## Géographie
Livno est située dans les Alpes dinariques, dans une région de moyenne montagne. Le poljé de Livno, quant à lui, mesure 65 kilomètres de long et couvre une superficie de 380 km2. Le lac de Buško est partiellement situé sur le territoire de la municipalité de Livno.

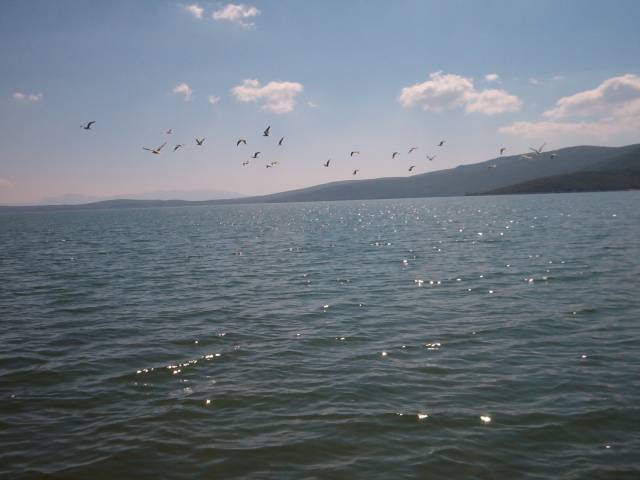
Le lac de Buško.

La municipalité est entourée par celles de Bosansko Grahovo au nord-ouest, de Glamoč et de Kupres au nord, de Tomislavgrad au sud et par deux municipalités de Croatie à l'ouest, Sinj et Imotski.

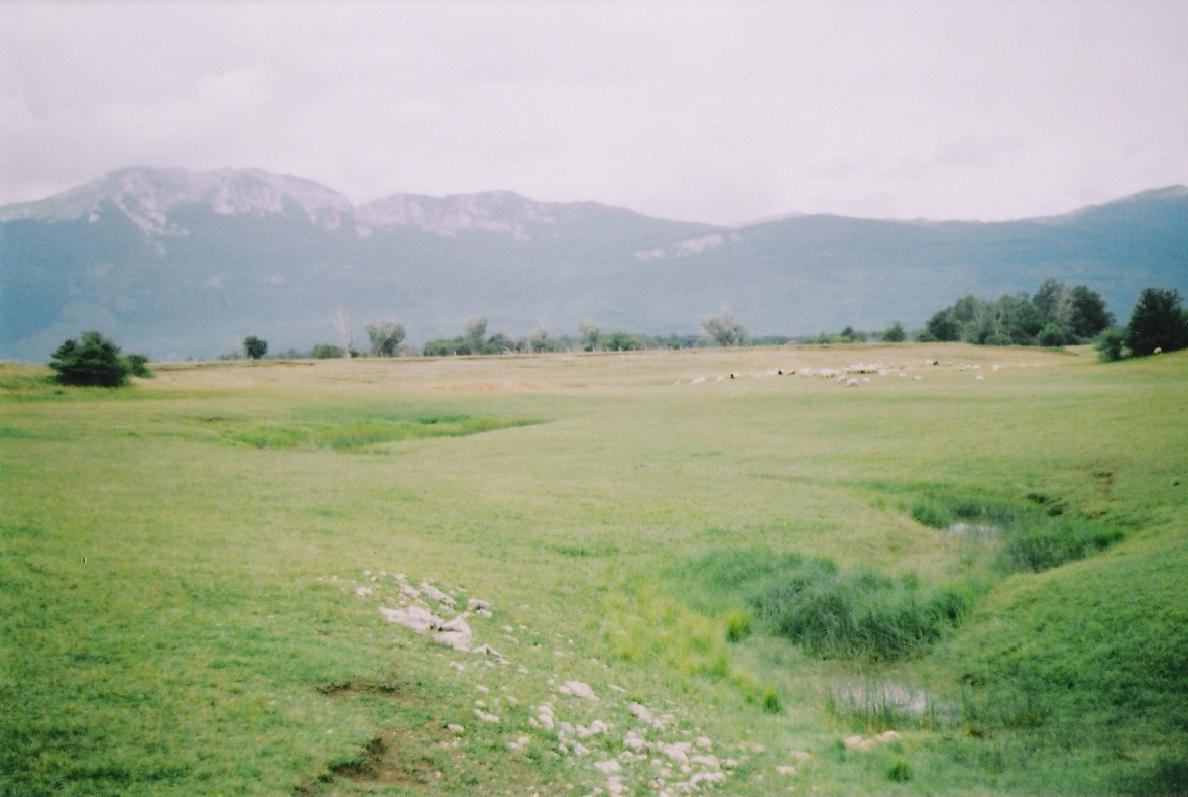
Vue du poljé de Livno.

## Climat
La ville dispose d'une station météorologique, située à 724 m d'altitude et qui enregistre des données depuis 1892 (coordonnées 43° 50′ N, 17° 01′ E). La région jouit d'un climat continental tempéré froid, avec une température moyenne annuelle de 9,3 °C ; juillet est le mois le plus chaud de l'année, avec une moyenne de 18,7 °C. Le mois le plus froid est janvier avec une moyenne de −0,2 °C. La moyenne des précipitations annuelles est de 1 123 mm/m2, avec les précipitations mensuelles les plus faibles en juillet et les plus élevées en décembre.
La température maximale enregistrée à la station a été de 37,6 °C les 30 juillet 2005 et 2007 et la température la plus basse a été de −29,6 °C le 11 janvier 1967. Le record de précipitations enregistré en une journée a été de 132 mm en décembre 1959.
| Mois                                 | Janv | Fév  | Mars | Avr  | Mai  | Juin | Juil | Août | Sept | Oct  | Nov | Déc  | Année |
| ------------------------------------ | ---- | ---- | ---- | ---- | ---- | ---- | ---- | ---- | ---- | ---- | --- | ---- | ----- |
| Températures maximales moyennes (°C) | 2,4  | 4,4  | 8,4  | 13,0 | 18,0 | 24,2 | 23,8 | 23   | 19,7 | 13,7 | 8,5 | 4,0  |       |
| Températures moyennes (°C)           | -0,2 | 1,1  | 4,4  | 8,4  | 13,0 | 16,7 | 18,7 | 18,2 | 14,6 | 9,7  | 5,5 | 1,1  | 9,3   |
| Températures minimales moyennes (°C) | -2,8 | -2,1 | 0,4  | 3,9  | 8,1  | 11,6 | 13,2 | 12,7 | 9,5  | 5,8  | 2,5 | -1,0 |       |
| Précipitations moyennes (mm)         | 87   | 92   | 82   | 85   | 79   | 91   | 62   | 64   | 74   | 102  | 150 | 155  | 1123  |

## Histoire

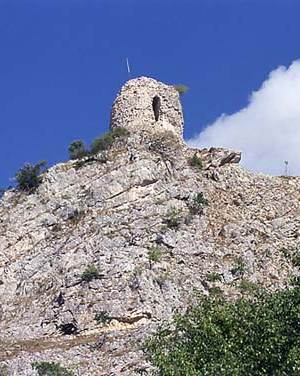
Vestige de la forteresse de Livno.

## Localités

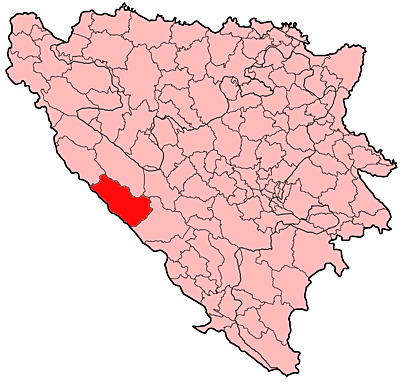
Localisation de la municipalité de Livno en Bosnie-Herzégovine.

La municipalité de Livno compte 59 localités :
| - Bila - Bilo Polje - Bogdaše - Bojmunte - Čaić - Čaprazlije - Čelebić - Čuklić - Ćosanlije - Dobro - Donji Rujani - Drinova Međa - Držanlije - Golinjevo - Gornji Rujani | - Grborezi - Grgurići - Gubin - Komorani - Kovačić - Lipa - Lištani - Livno - Lopatice - Lusnić - Ljubunčić - Mali Guber - Mali Kablići - Miši - Odžak | - Orguz - Podgradina - Podgreda - Podhum - Potkraj - Potočani - Potok - Priluka - Prisap - Prolog - Provo - Radanovci - Rapovine - Sajković - Smričani | - Srđevići - Strupnić - Suhača - Tribić - Veliki Guber - Veliki Kablići - Vidoši - Vrbica - Vržerala - Zabrišće - Zagoričani - Zastinje - Žabljak - Žirović |

## Démographie

### Villeintra muros

#### Évolution historique de la population dans la villeintra muros
| 1948 | 1953 | 1961  | 1971  | 1981  | 1991   | 2013  |
| ---- | ---- | ----- | ----- | ----- | ------ | ----- |
| -    | -    | 5 181 | 7 207 | 9 002 | 10 080 | 9 045 |

|  |

### Municipalité

#### Évolution historique de la population dans la municipalité
| 1961   | 1971   | 1981   | 1991   | 2013   |
| ------ | ------ | ------ | ------ | ------ |
| 40 291 | 42 118 | 40 438 | 40 600 | 37 487 |

#### Répartition de la population dans la municipalité (1991)
En 1991, sur un total de 40 600 habitants, la population se répartissait de la manière suivante :

## Politique
À la suite des élections locales de 2012, les 31 sièges de l'assemblée municipale se répartissaient de la manière suivante :
| Parti                                                     | Sièges |
| --------------------------------------------------------- | ------ |
| Union démocratique croate de Bosnie-Herzégovine (HDZ BiH) | 11     |
| Union démocratique croate 1990 (HDZ 1990)                 | 6      |
| Parti pour l'amélioration par le travail (Za boljitak)    | 4      |
| Parti croate du Droit de Bosnie-Herzégovine (HSP BiH)     | 3      |
| Parti d'action démocratique (SDA)                         | 3      |
| Parti social-démocrate (SDP)                              | 2      |
| Parti paysan croate de Bosnie-Herzégovine-Stjepan Radić   | 1      |
| Jankov Perković - Sans étiquette                          | 1      |

Luka Čelan, membre de l'Union démocratique croate de Bosnie et Herzégovine (HDZ BiH), a été réélu maire de la municipalité,.

## Sport
Livno possède un club de football, le NK Troglav Livno.

## Tourisme

### Monuments culturels
Livno intra muros

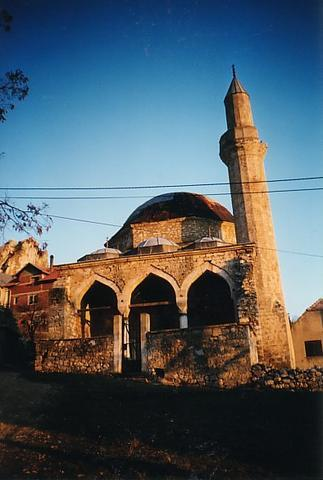
La mosquée de Bali-aga Ljubunčić, 1530-1550.
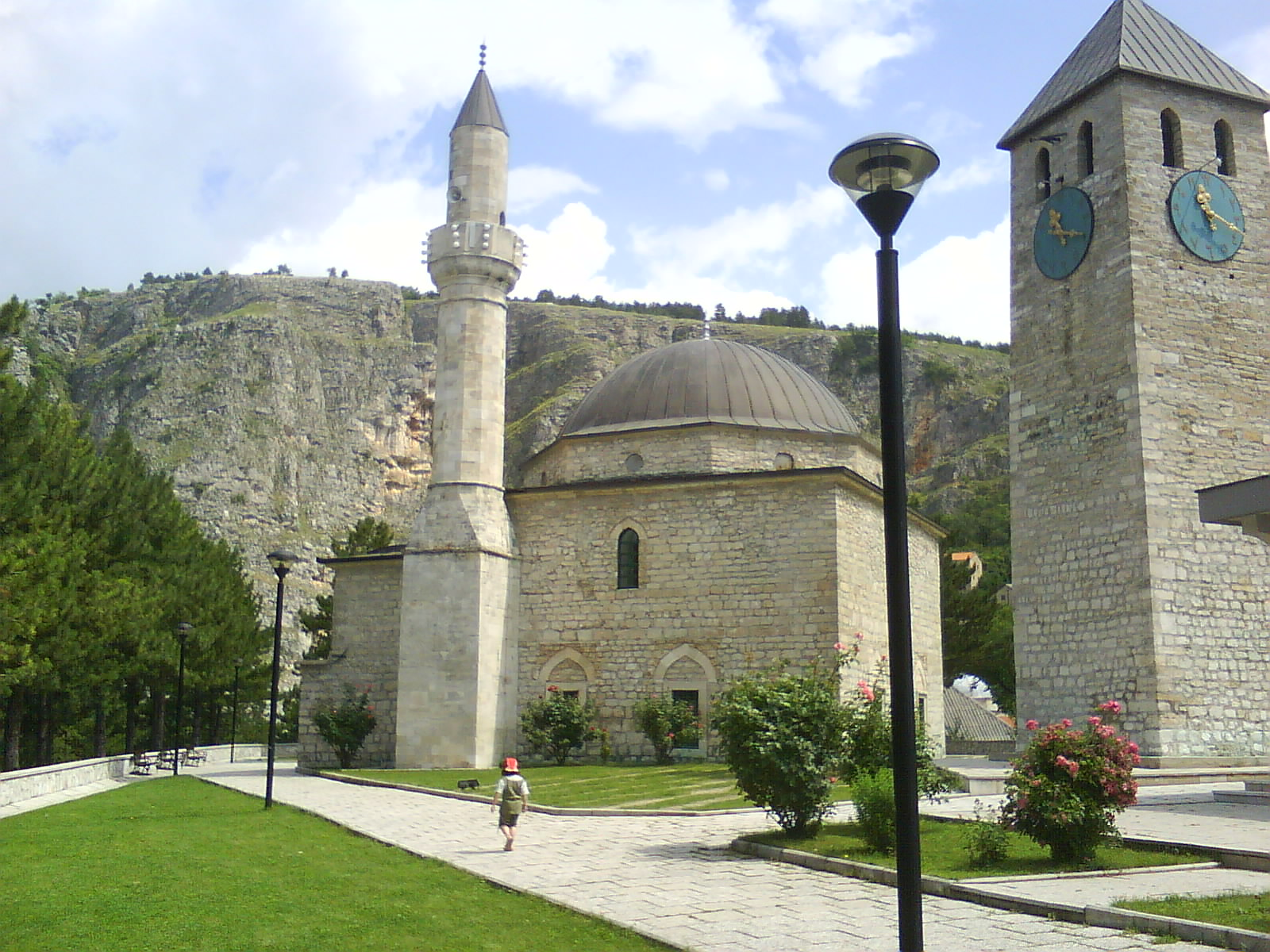
La mosquée de Hadži Ahmed Dukatar avec la tour de l'Horloge, 1562-1574 ; tour plus tardive.
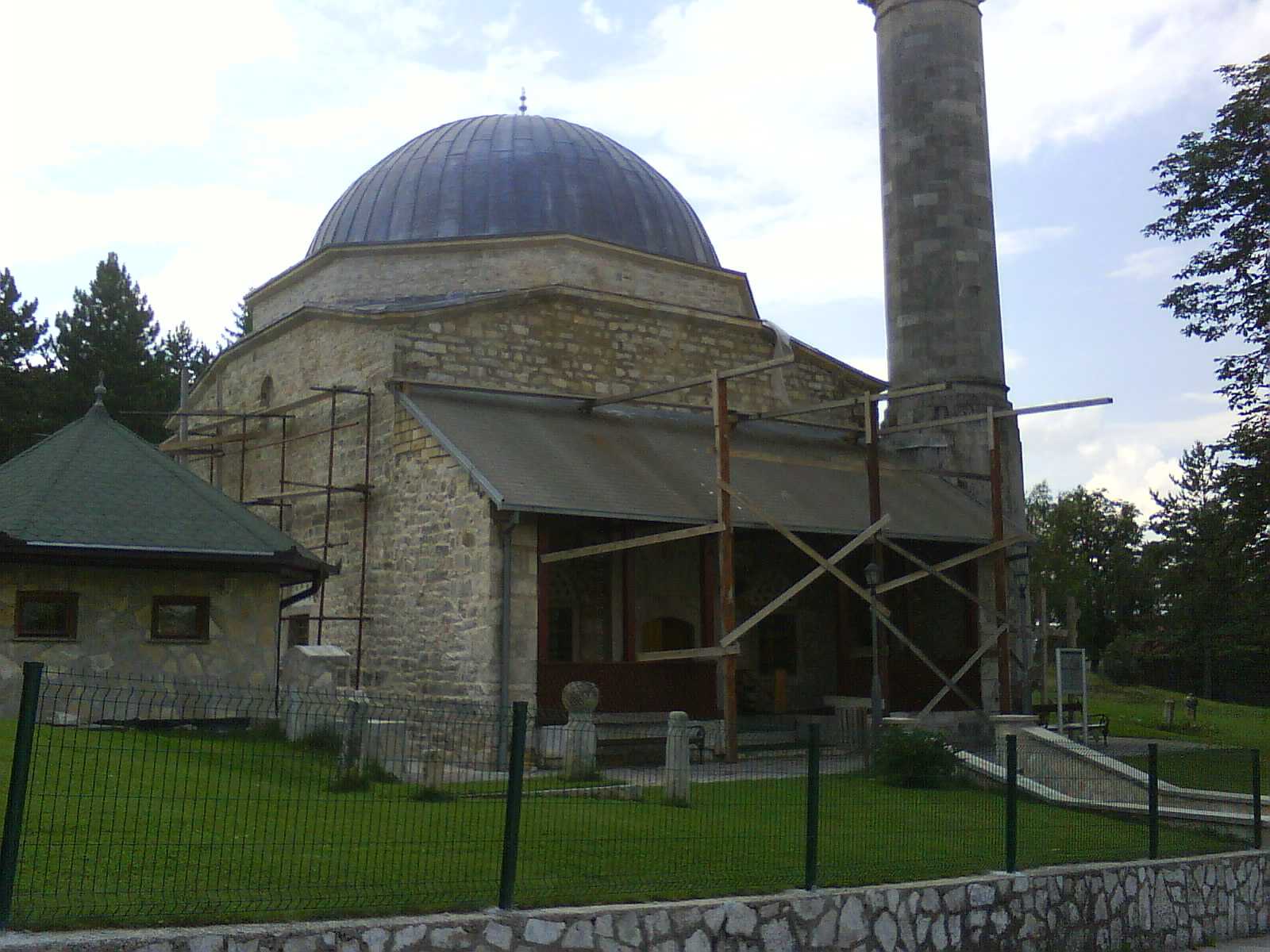
La mosquée de Lala-pacha, 1567-1568.
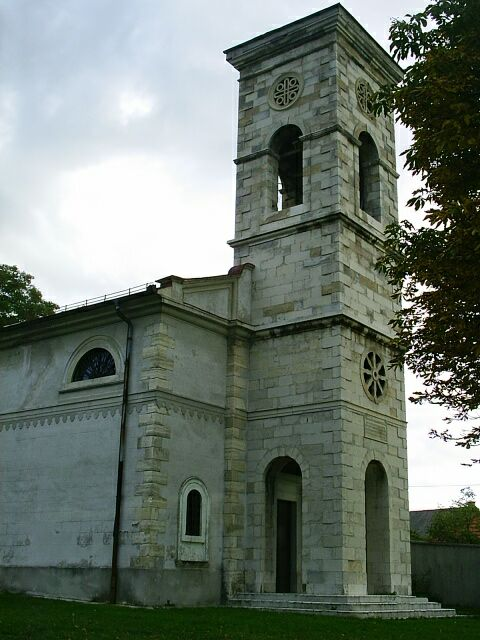
L'église orthodoxe de la Dormition-de-la-Mère-de-Dieu, 1859.
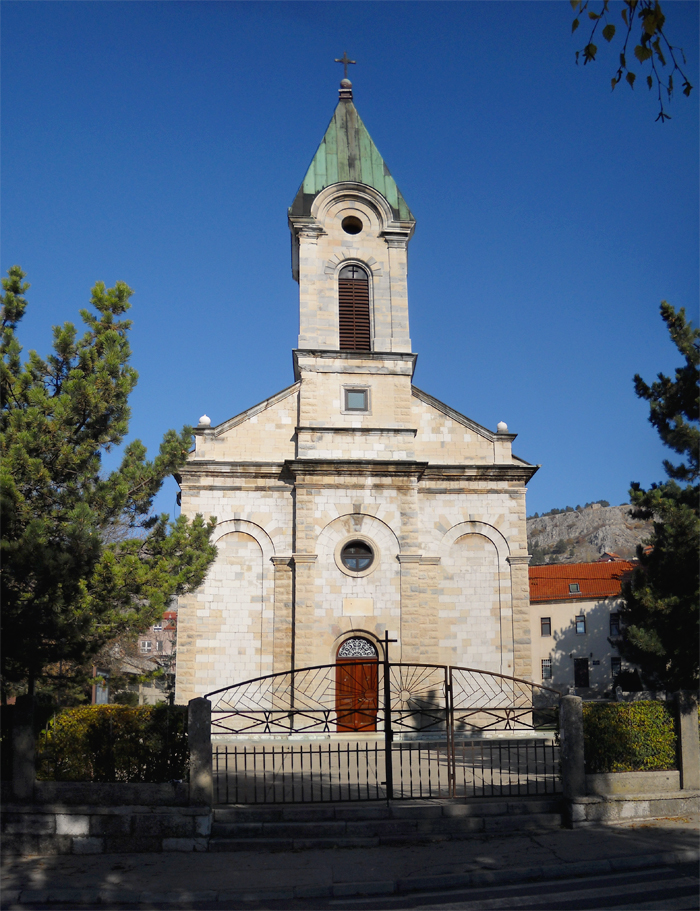
L'église catholique de Tous-les-Saints.

Municipalité

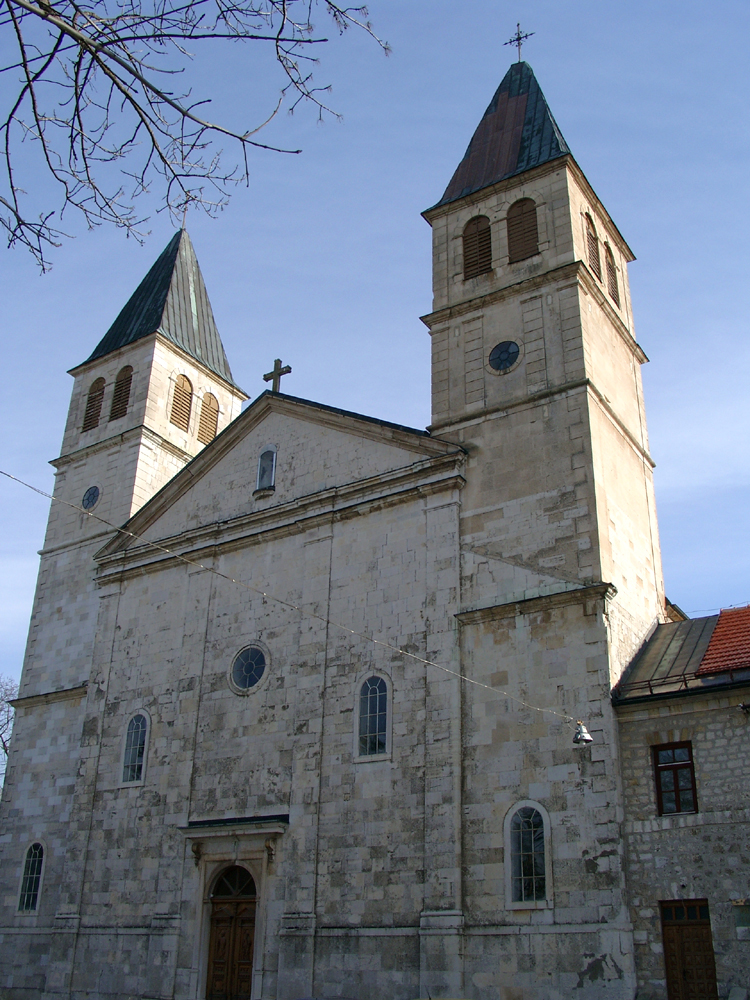
Le couvent franciscain de Gorica.
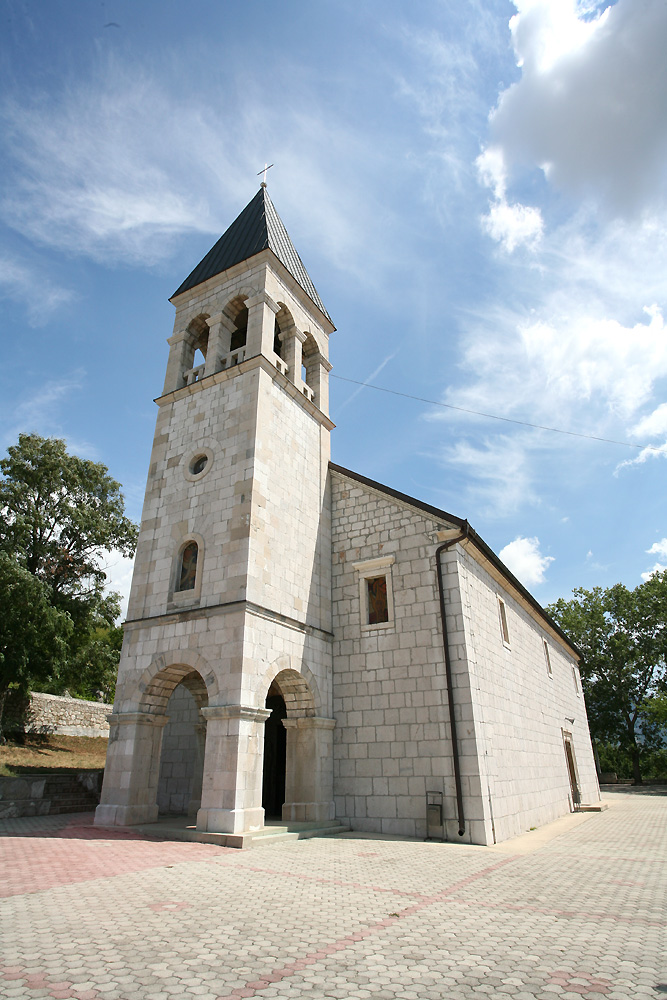
L'église catholique de l'Immaculée-Conception de Vidoši, 1853-1856.
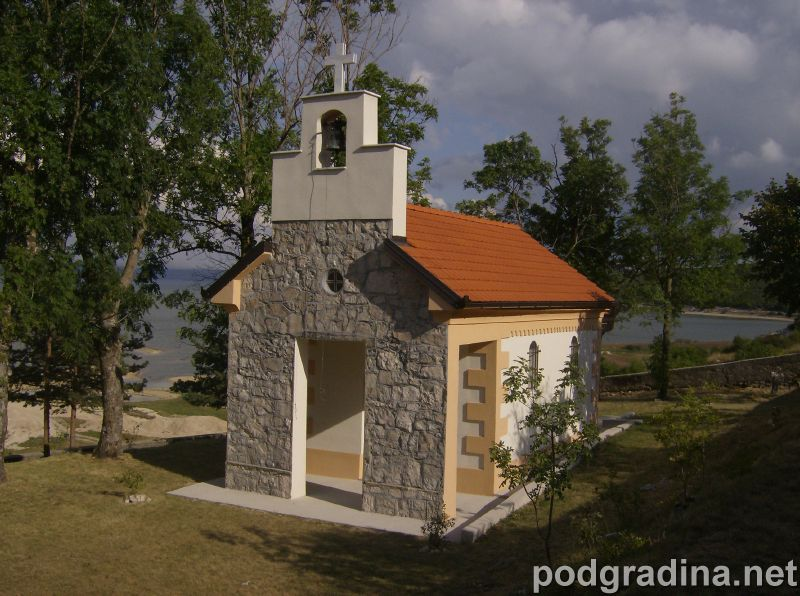
L'église catholique Saint-Élie de Rešetarica à Podgradina, 1928.
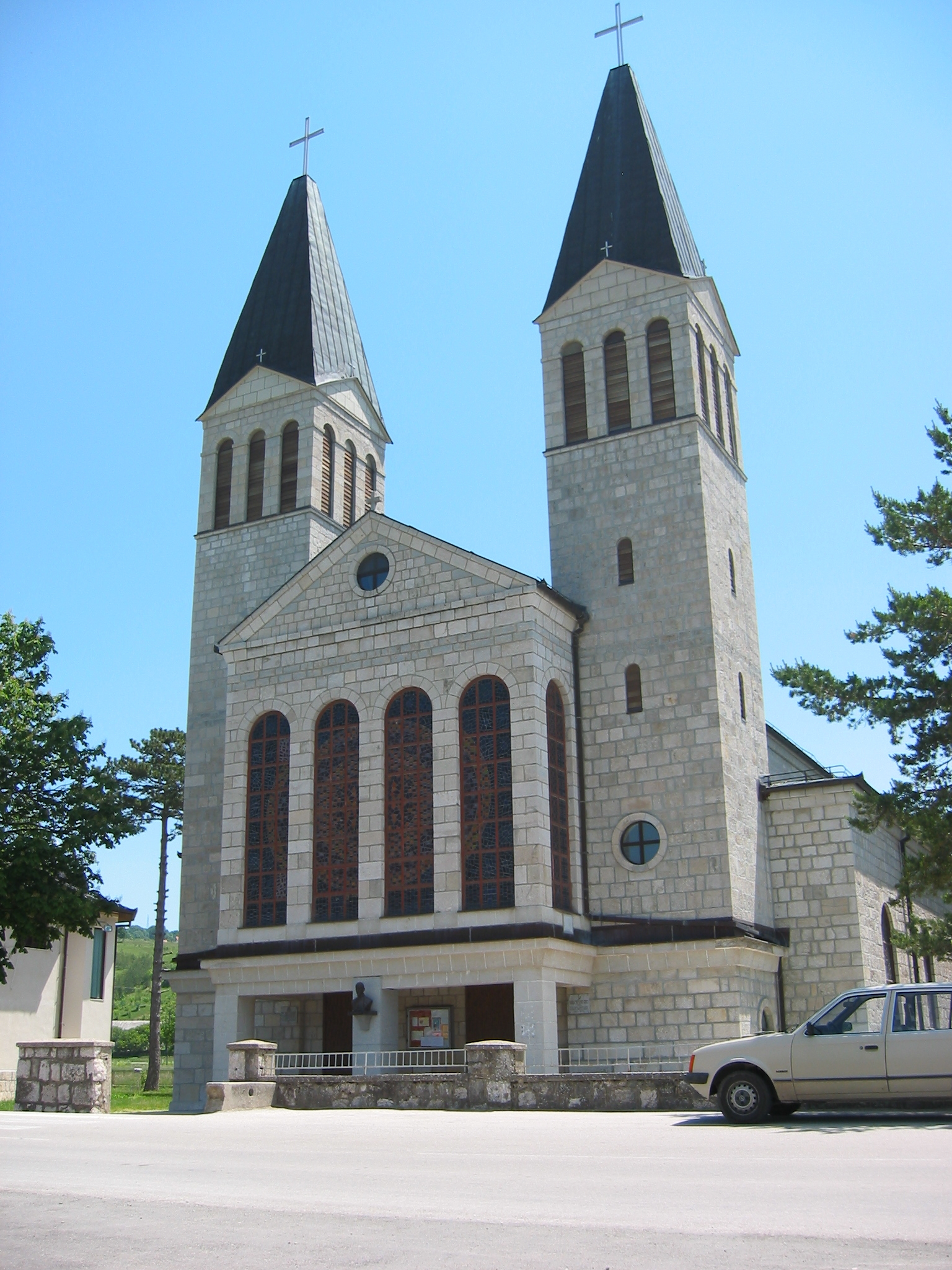
L'église catholique Saint-Jean-Baptiste de Podhum, 1964-1975.

## Personnalités
- Lovro Karaula (1800-1875), franciscain ;
- Jovan Sundečić (1825-1900), poète serbe ;
- Ali-bey Firdus (1862-1910), personnalité politique bosniaque ;
- Gabrijel Jurkić (1886-1974), peintre ;
- Ivo Šeremet (1900-1991), artiste ;
- Vojin Zirojević (1901-1942), héros national yougoslave ;
- Vlado Marjanović (1906-1958), artiste ;
- Hasan Brkić (1913-1965), héros national yougoslave ;
- Stipo Manđeralo (né en 1938), écrivain ;
- Bisera Alikadić (née en 1939), poétesse ;
- Zoran Tadić (1941-2007), réalisateur ;
- Rapko Orman (né en 1945), poète ;
- Ivica Šiško (né en 1946), peintre et dessinateur ;
- Zdravko Anić (né en 1954), peintre ;
- Ivan Šuker (1957-2023), ministre des finances croate ;
- Aldo Kezić (né en 1959), musicien ;
- Edo Popović (né en 1957), écrivain ;
- Gordana Boban (née en 1967), artiste dramatique ;
- Haris Alijagić (né en 1974), écrivain.